# Idly Walpoth
Idly Walpoth, née le 24 novembre 1920 à Zurich et morte le 19 mars 2014 à Gstaad, est une skieuse alpine suisse originaire de Davos.

## Arlberg-Kandahar
- Vainqueur de la descente 1950 à Mürren